# زولوتوخا (سرزمین آلتای)
زولوتوخا (به لاتین: Zolotukha) یک منطقهٔ مسکونی در روسیه است که در سرزمین آلتای واقع شده‌است.